# Larsbodatorpet

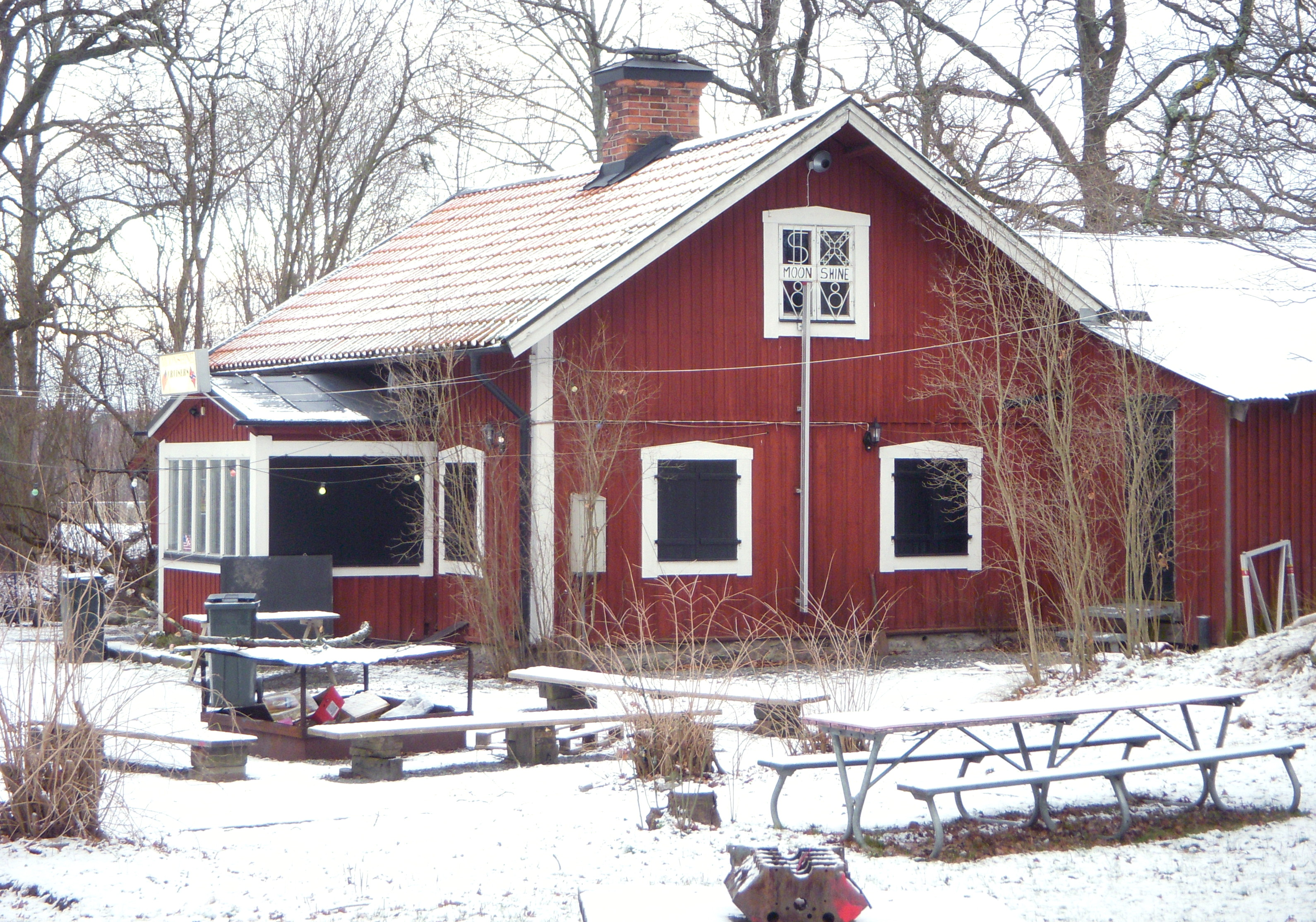
Larsbodatorpet, januari 2012.

Larsbodatorp är ett tidigare torp vid Edsvallabacken 5 i stadsdelen Larsboda i södra Stockholm. Torpet uppfördes 1788 som krog och gav stadsdelen Larsboda sitt namn. Huset är idag stadsdelens äldsta bevarade byggnad. Intill Larsbodatorp ligger ytterligare en äldre stuga från 1850-talet som var grindstuga till godset Stortorp i Huddinge socken. Enligt Stockholms stadsmuseum bildar de ”två äldre torpbyggnaderna från 1700-talet och 1800-talet en anläggning med stora miljöskapande värden”. Idag nyttjas båda byggnader av "Stockholms Raggarklubb".

## Historik

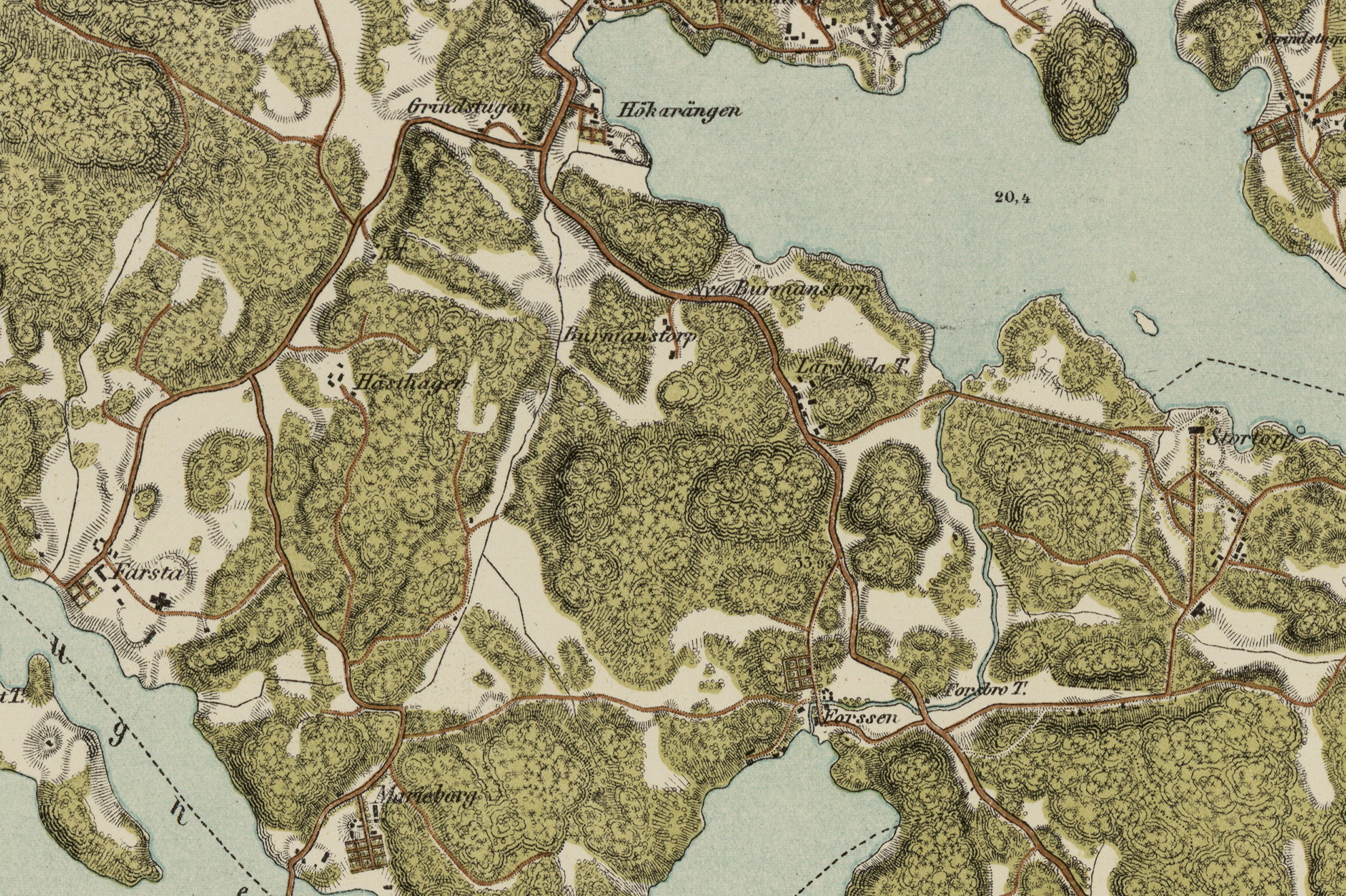
Topografiska corpsens karta över området, 1860-tal.

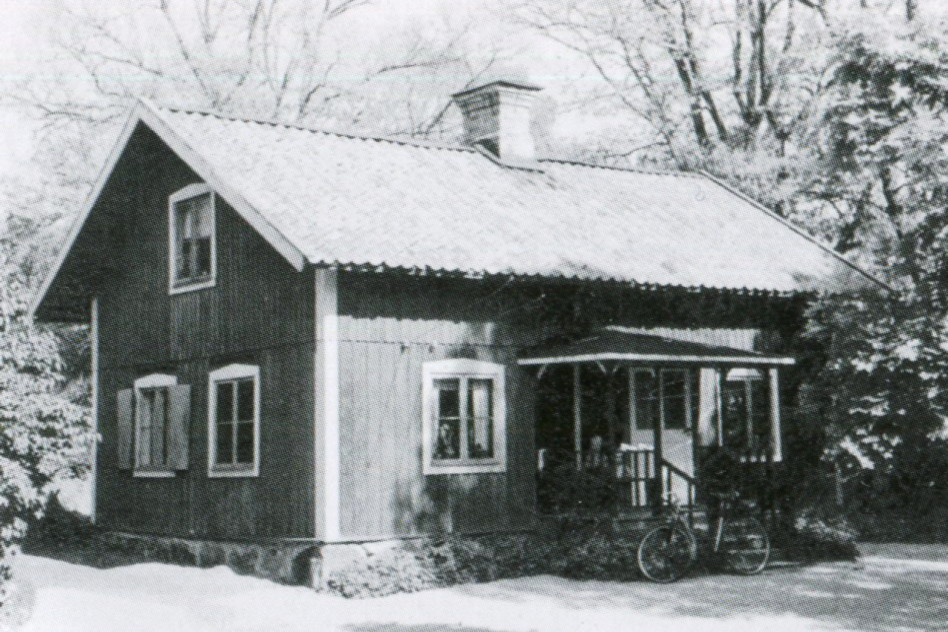
Larsbodatorpet 1937.

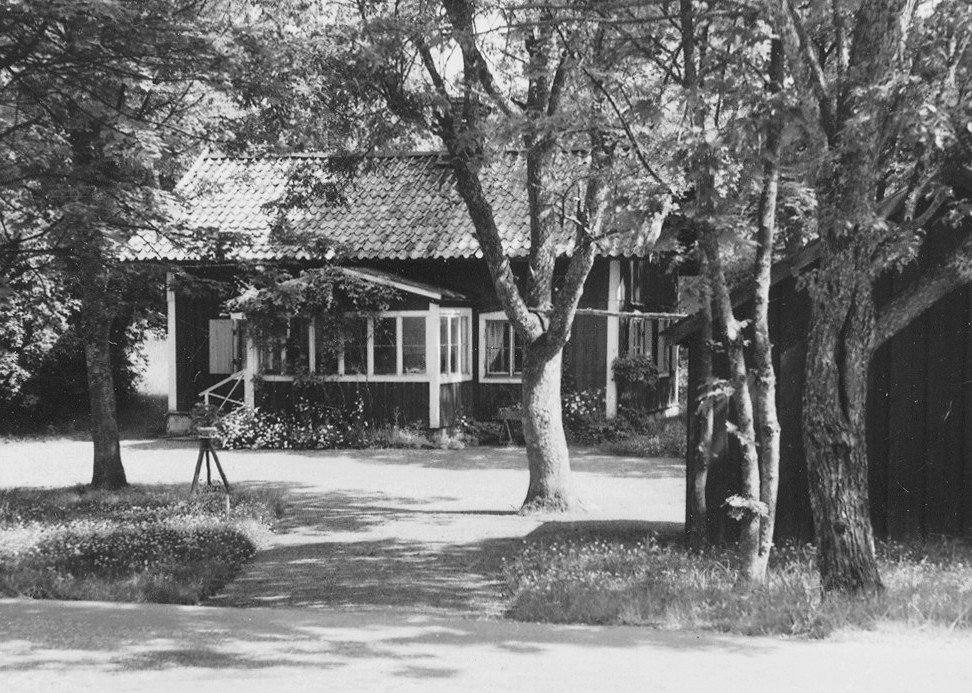
Larsbodatorpet 1957.

Larsbodatorp lydde till en början under Farsta gård och byggdes 1788 som krog intill dåvarande landsvägen mot Dalarö. Idag har vägen en annan sträckning och torpet nås via Edsvallabacken, en kort lokalgata i Larsboda. Torpet har sitt namn efter den första krögaren som hette Lars Lagerberg som var fabrikör från Stockholm. År 1793 sålde han stället till Fredrik Rosberg. 
Två år senare blev trädgårdsmästare Olof Christian Steiner krögare på Larsboda och år 1800 övertogs rörelsen av Johan Söderberg och hans hustru Ingrid Larsdotter. 1803 kom befallningsmannen på
Farsta gård, Olof Berg, dit med sin hustru Catharina Andersdotter. Därefter växlade arrendatorerna i rask takt. I samband med laga skiftet 1875 lades Larsboda ihop med närbelägna Hökarängens gård. 
År 1883 arrenderades gården av smeden Johan Gustaf Andersson med hustrun Matilda Charlotta Johansdotter. År 1902 förvärvade godsägaren på Stortorp, Knut M. Printz, egendomen av Hökarängen. Den 14 mars 1906 såldes både Hökarängen och Larsboda till AB Södertörns villastad. Men villastadens historia blev kort och redan sex år senare köptes marken av Stockholms stad. Smeden Johan Gustaf Andersson bodde kvar fram till 1913. Därefter var Larsbodatorpet privatbostad. 
Sedan 1989 nyttjas byggnaden och tomten som motorgård samt förenings- och festlokal av "Stockholms Raggarklubb". På 1990-talet förlängdes huset mot öster med en stor byggnadskropp med förråd och dansbana under tak. Infarten från Edsvallabacken till klubben är resten av den tidigare Dalarövägen. Väster om torpet, där en gång i tiden landsvägen strök förbi finns den gamla grusade gårdsplanen kvar samt husets vårdträd.

## Grindstugan
Direkt söder om Larsbodatorp med adress Edsvallabacken 4 ligger ytterligare en äldre stuga som uppfördes omkring 1850 och var förmodligen den norra grindstugan till godset Stortorp i Huddinge socken, men då belägen på Forsens gårds mark i Brännkyrka socken. Just här började avtagsvägen från Dalarövägen mot Stortorp (idag Stortorpsvägen). Historiken kring denna stuga är något oklar. I RAÄ:s bebyggelseregister står: ”byggdes som dagsverkstorp under Farsta. Kallas i handlingarna för Grindstugan”. Även den byggnaden disponeras av "Stockholms Raggarklubb".

## Torpet och grindstugan blir kulturreservat
När området stadsplanerades i mitten av 1960-talet avsattes fastigheten Larsbodatorpet med sina båda historiska byggnader som kulturreservat. Marken öster därom blev park. Marken nordvästlig om Larsbodatorpet hörde till Burmanstorp som revs för ett ge plats åt Televerkets förvaltningsbyggnader i Larsboda.

## Stadsmuseets bedömning
Enligt Stockholms stadsmuseum bildar de ”två äldre torpbyggnaderna från 1700-talet och 1800-talet en anläggning med stora miljöskapande värden. Det ger, trots förändringar, en god bild av hur jordbrukslandskapet kunde te sig i Stockholms omgivningar före 1900-talets utbyggnad. Anläggningen har därigenom stora samhällshistoriska värden, vid sidan av stora lokalhistoriska värden samt betydande identitets- och symbolvärden.”

## Bilder

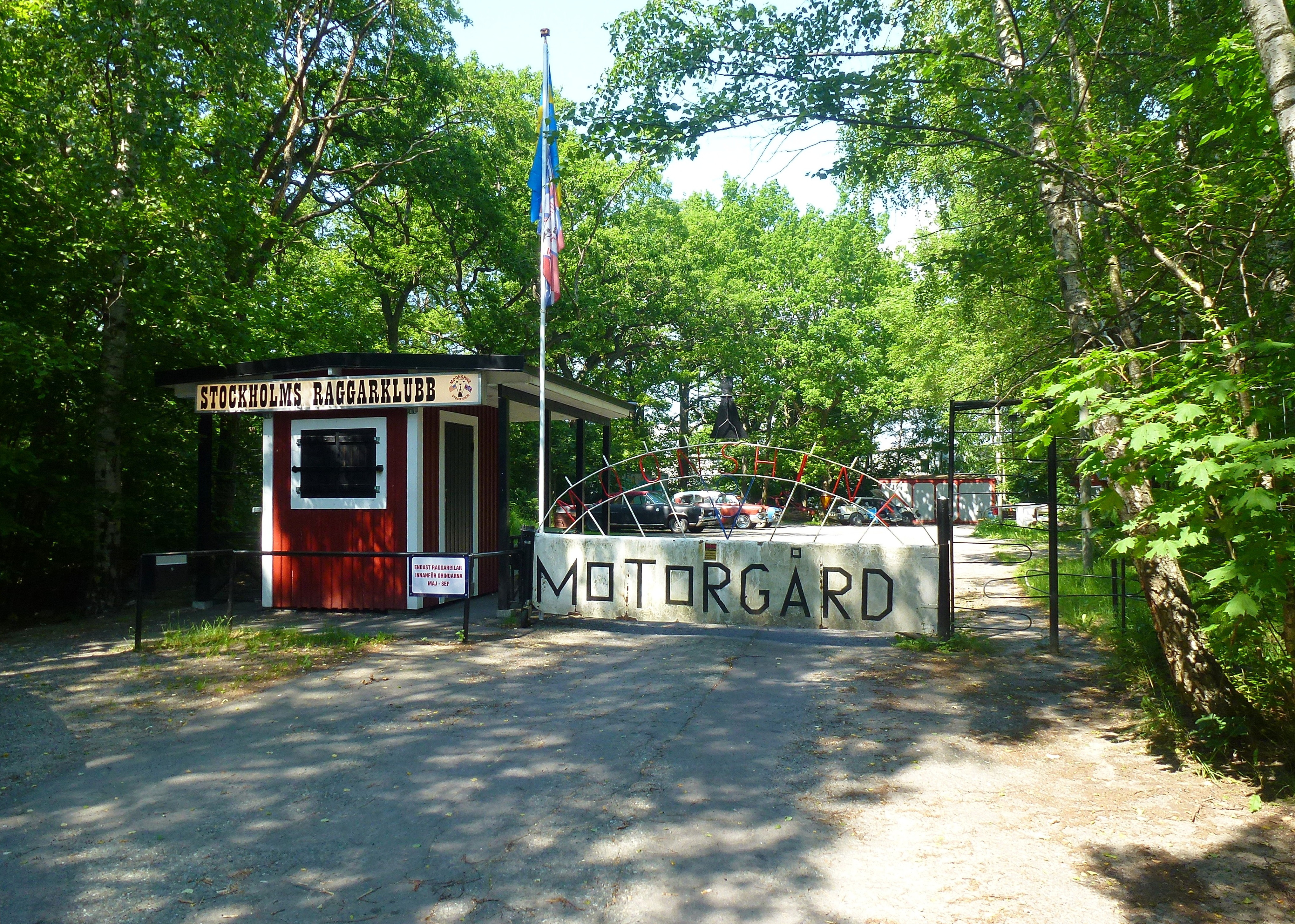
Infart till området
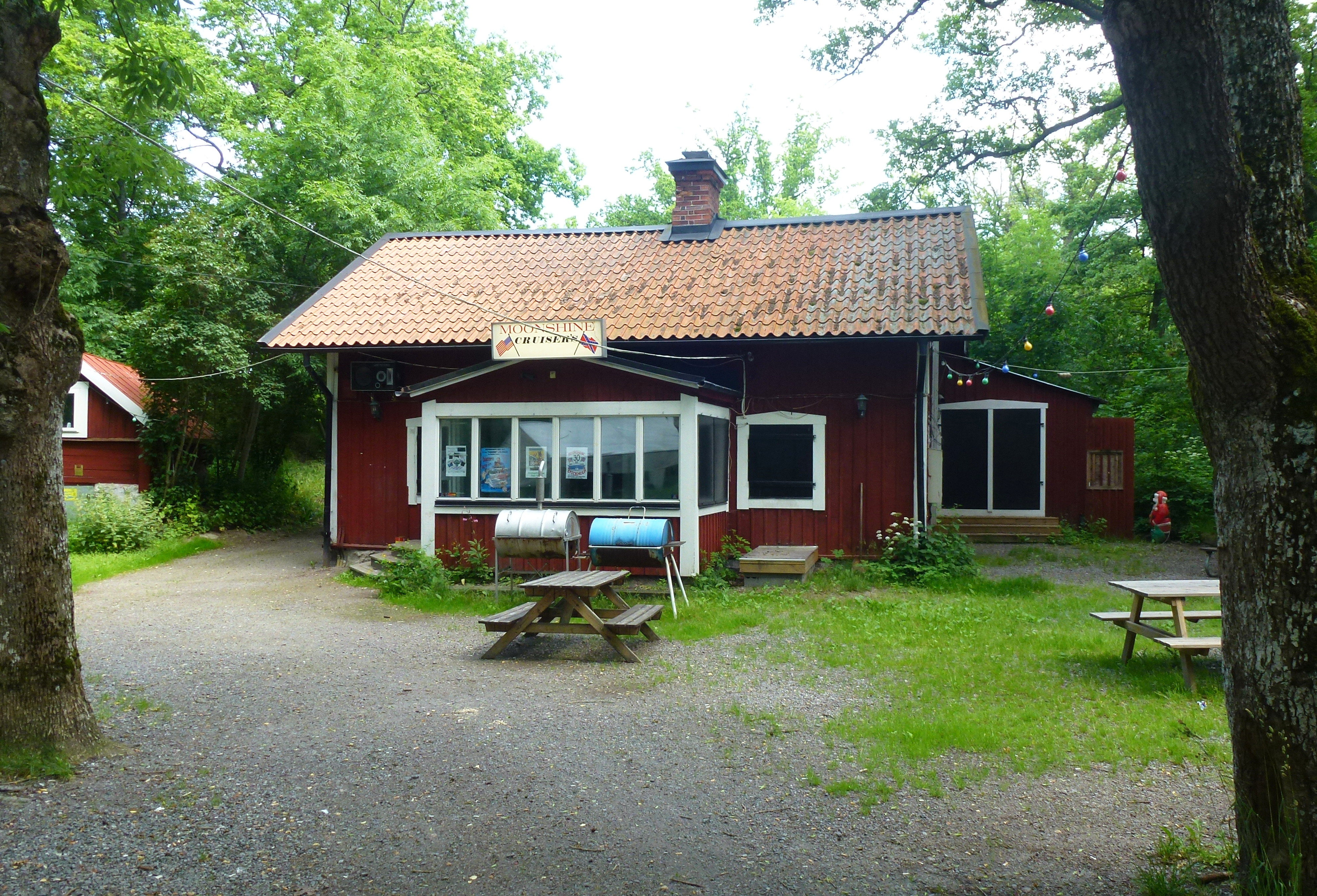
Larsbodatorpet 2015
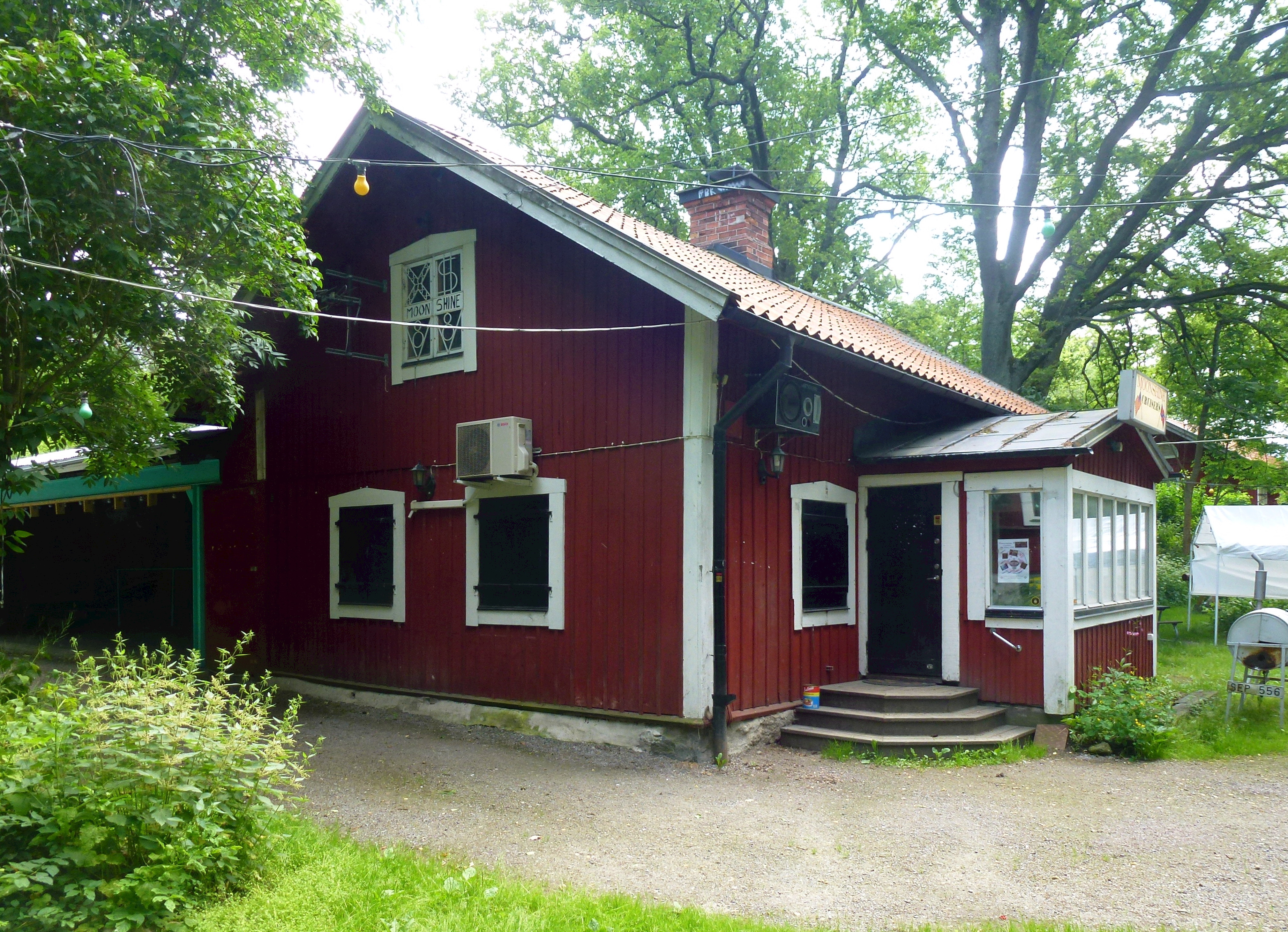
Larsbodatorpet 2015
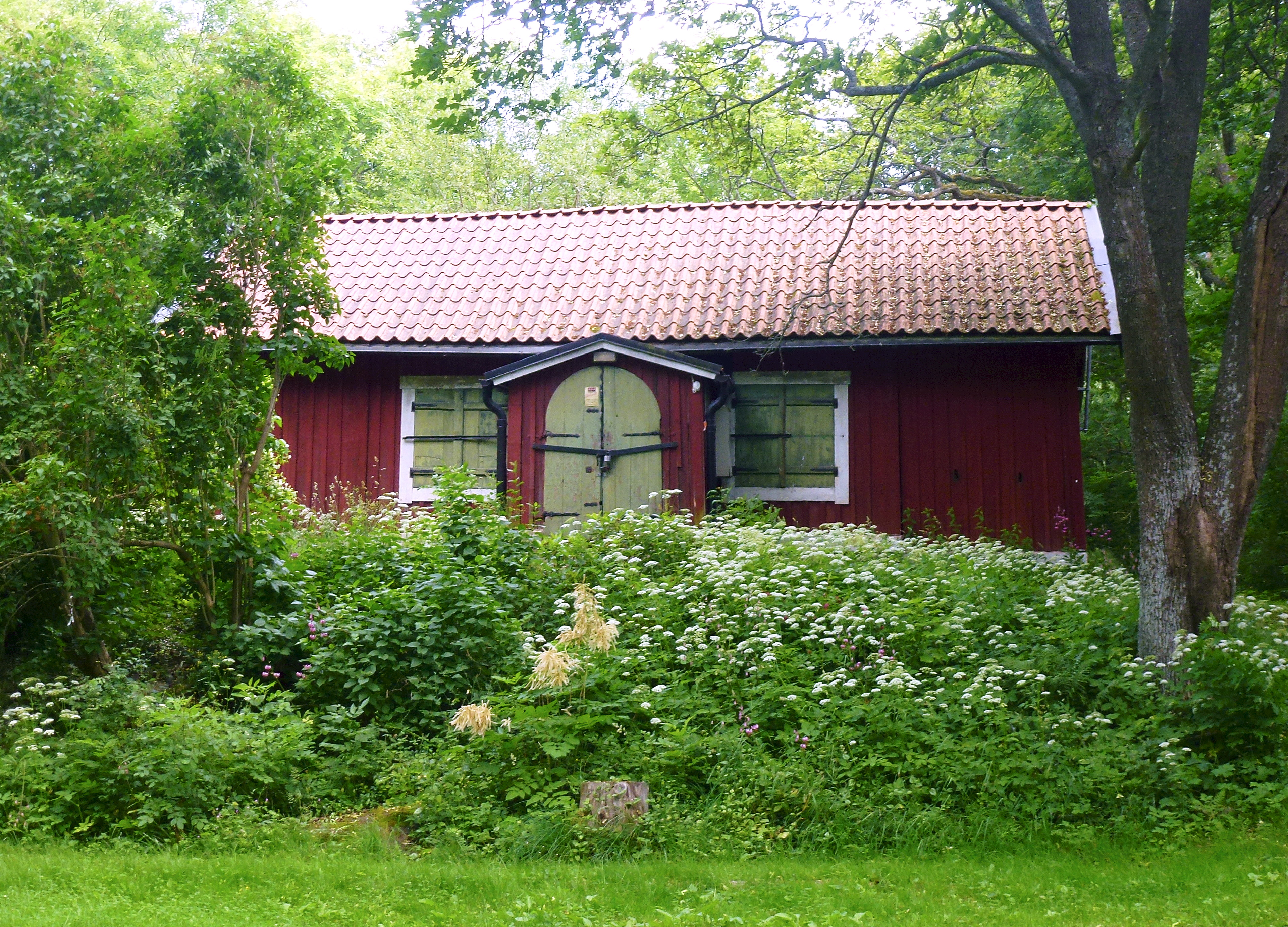
Grindstugan 2015